# Arte menstrual
El arte menstrual (también conocido como arte del periodo), se remonta a la década de 1970, con la artista feminista Judy Chicago y su fotolitografía Red Flag (1971), que representa a una mujer en tonos sepia removiéndose un tampón. Por su parte, la artista Vanessa Tiegs, acuñó el término Menstrala art (arte menstrala) para este tipo de arte, por lo que también puede ser conocido de este modo.
Las diversas expresiones artísticas han buscado luchar contra el tabú alrededor de la menstruación, desafiando los estigmas culturales y sociales, así como su concepción de algo privado o sucio, provocando una reflexión sobre la normalización y aceptación de la menstruación en la sociedad.

## Antecedentes
A partir de la década de 1970 surgieron otras obras de arte visual enfocadas en la menstruación. Entre las artistas que han trabajado el tema se encuentran Judy Chicago, Leslie Labowitz-Starus, Carolee Schneemann y Mako Idemitsu, Marshlore, Kiki Smith, Charon Luebbers, Tracey Emin, Vanessa Tiegs, Carlota Bérard, Ingrid Berthon, Sandy Kim, Lani Beloso, Zanele Muholi, Carina Úbeda, Petra Collins, la colectiva The Ardorous, Alice Lancaster, Rupi Kaur, Marisa Carnesky y Jen Lewis.

## Artes visuales

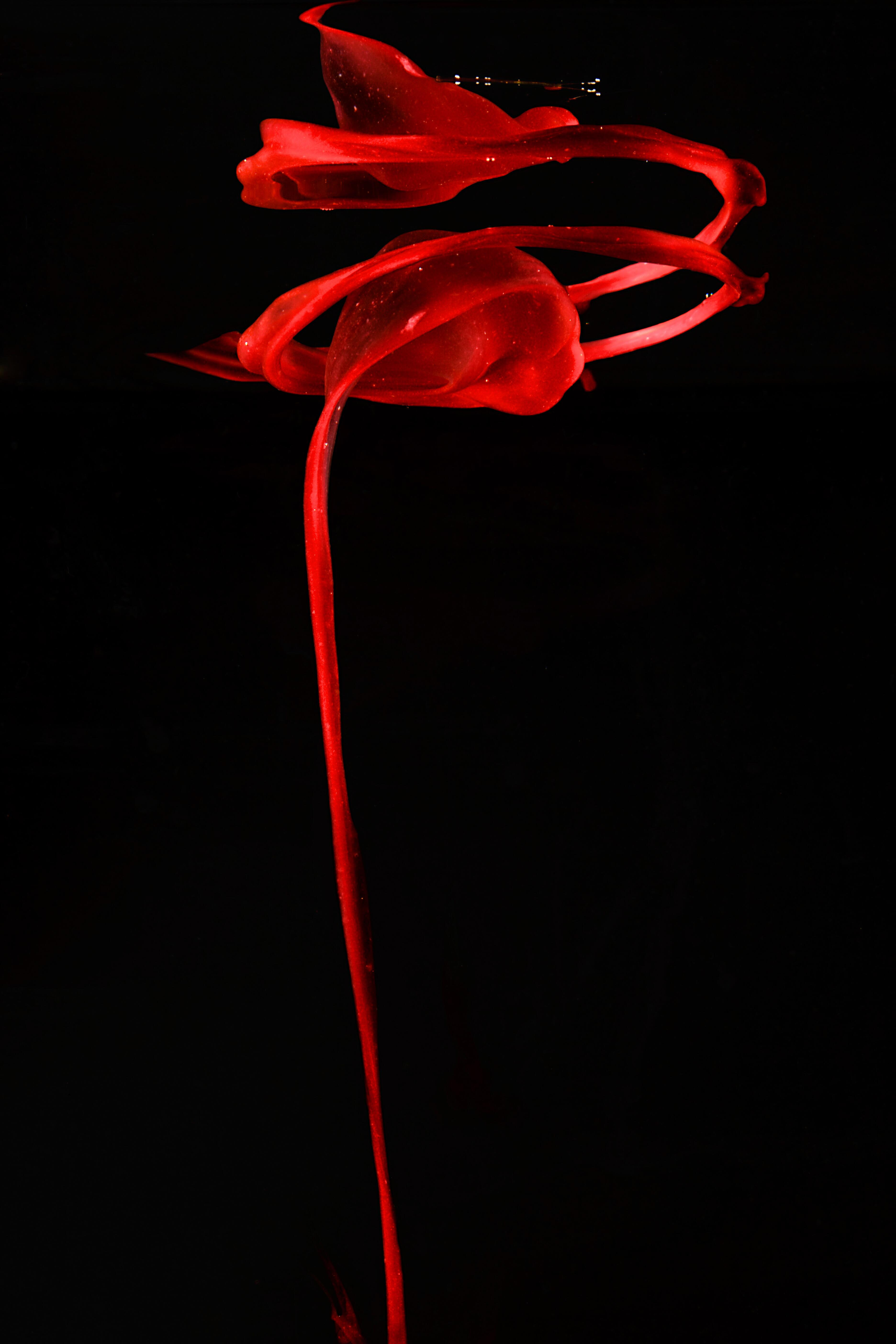
"The Ribbon Rose" de la serie Beauty in Blood

La menstruación ha servido como inspiración de diversas artistas visuales, entre ellas se encuentran colecciones de fotografías, litografías y pinturas:
- Menstrala, Vanessa Tiegs (2003)[6]
- Beauty in Blood, Jean Lewis (2015)[7][8]
- Period, Rupi Kapur (2015)[8]
- Un ritual del exilio, Pulomi Basu (2019)[9]
- Fluir en tinta roja en el Museo de la Mujer, coordinado por Yared Marín (2017)[10]

## Cine
En la década de 1970 comenzaron a hacerse trabajos en torno a la menstruación, como el corto documental Judy de 1974, dirigido por Linda Feferman. Otro ejemplo que abordó el arte menstrual en el cine es The Unmentionables Film Festival en su edición 2015, que se basó en la menstruación. Durante esa entrega, el festival presentó películas, charlas y otros eventos en torno a la menstruación y la forma en que las niñas, jóvenes y mujeres adultas se relacionan con ella.
- Judy, dirigida por Linda Feferman (1974)
- Carrie, dirigida por Brian de Palma, Estados Unidos (1976)
- Ginger Snaps, dirigida por John Faucet, Canadá (2000)
- Period: The End of Menstruation?, dirigida por Giovana Chesler, Estados Unidos (2005)
- Moon Inside You, dirigida por Diana Fabianova, Eslovaquia (2009)
- Water Children, dirigida por Aliona van der Horst, Países Bajos (2011)
- Hot Flash Havoc, dirigida por Marc Bennet, Estados Unidos (2012)
- The Stranger Within: Fibroid Stories, dirigida por Roederick Giles y PaSean Wilson-Ashley, Estados Unidos (2015)
- Period. End of Sentence., dirigida por Rayka Zehtabchi (2018)
- María, reina de Escocia, dirigida por Rosie Rourke, Estados Unidos, Reino Unido (2018)
- Bleed with me: A Film About Destigmatizing Menstruation, dirigida por Varshal Gill (2020)
- Red, dirigida por Domee Shi (2022)
- Red Cunt, Reconsidering Periods (2021)[12]

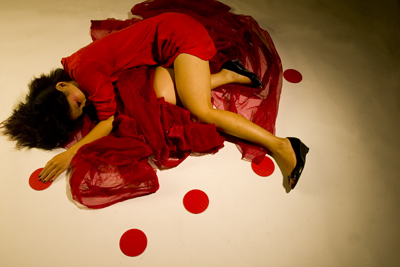
Fotografía artística sobre los dolores menstruales.

## Artes performativas
- Pintura Corporal de Guerra (2009): María Eugenia Matricaridi en Galeria Espaço Piloto realiza este perfomance utilizando su sangre mensutrual para pintrase la cara y el cuerpo.[13]
- Sangro pero no muero (2010): Realizdo por la artista española Isa Sanz, en este performance participan siete mujeres, una de ellas tocando el chelo, cinco usando vestidos rojos alrededor de la última, que se encuentra desnuda en un círculo de arena en el escenario. Las mujeres entonces, representan con pétalos de rosa y pintura, su menstruación. Este performance fue presentado en el Festival Internacional de Teatro y Artes de Calle de Valladolid.[13]
- Dr Carnesky’s Incredible Bleeding Woman Reinventing Menstrual Rituals Through New Performance Practices (2016) (La Increíble Mujer Sangrante de la Dra. Carnesky): Espectáculo de 2016, organizado por la Dra. Marissa Carnesky, inaugurado el 13 de diciembre de 2016 en el Teatro Soho de Londres. Entre las participantes, H. Plewis con un conejo a base de gelatina y su propia sangre menstrual recolectada durante un año, además de la misma Carnesky, Nao Nagai y Molly Beth Morossa.[14][15]
- LO FEMINISTA, MI CUERPA, LO TRANSGRESOR (2022) performance de Wendy López en la exposición "Propuestas Insumisas" buscaba generar conciencia, promover la aceptación y desafiar las nociones sociales arraigadas en torno a la menstruación, expresando el reencuentro con la menstruación como un proceso biológico del cuerpo[16]

## Letras (poesía)
Las escritoras han tratado el tema de la menstruación desde la poesía. Poem in praise of menstruation de Lucille Clifton es un texto referencial en la materia. Bernadette Mayer escribió Ode on Periods sobre el mismo tema.
- The name–of it–is–”Autumn” (656), Emily Dickinson (1862).
- “She Shall Be Called Woman”, May Sarton (1936-38).
- Cut, Sylvia Plath (1962).
- Menstruation at Forty, Anne Sexton (1981).
- After Reading Mickey in the Night Kitchen for the Third Time Before Bed, Rita Dove (1989).
- Poem in praise of menstruation, Lucille Clifton (1991).
- To my last period, Lucille Clifton (1991).
- All blood is menstrual blood an excerpt from the poem, women are tired of the ways men bleed, Judy Grahn (1993).
- Connecting Medium I, Dorotea Smartt (2001).
- Menstrual Hut, Opal Palmer Adisa (2013).
- The Period Poem, Dominique Christina (2014).
- A Period Piece, Jamilla Woods (2018).
- Cyclamen Girl, NourbeSe Philip.
- We need a god who bleeds now, Ntozake Shange.
- Tampons, Ellen Bass.